# Représentations diplomatiques de l'Australie

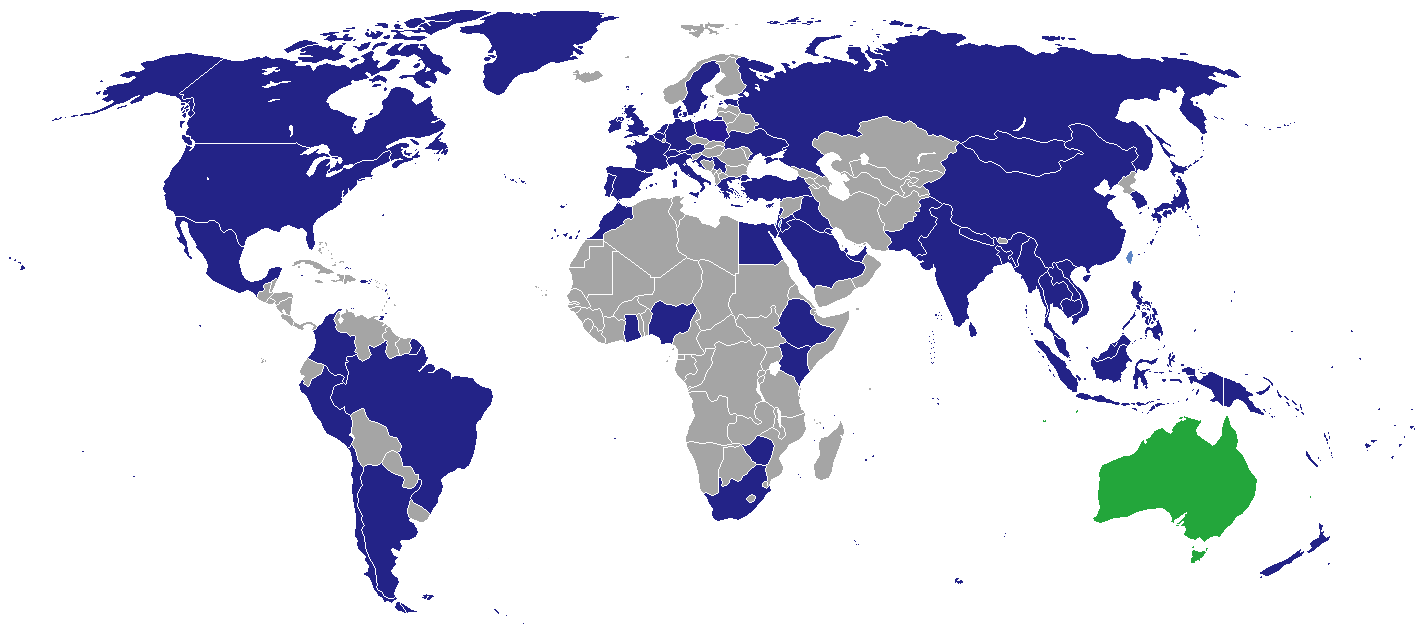
Représentations diplomatiques de l'Australie

Cette liste comprend les représentations diplomatiques de l'Australie, à l'exclusion des consulats honoraires. Les missions diplomatiques australiennes sont des postes représentant le Commonwealth d'Australie dans les pays étrangers. Ils sont principalement maintenus par le ministère des Affaires étrangères, certains petits postes étant gérés par l'Austrade (en). Il existe actuellement plus de 100 missions australiennes à l'étranger.

## Afrique
- Afrique du Sud
  - Pretoria (Haut Commissariat)
- Égypte
  - Le Caire (Ambassade)
- Éthiopie
  - Addis-Abeba (Ambassade)
- Ghana
  - Accra (Haut Commissariat)
- Kenya
  - Nairobi (Haut Commissariat)
- Maroc
  - Rabat  (Ambassade)
- Maurice
  - Port Louis (Haut Commissariat)
- Nigeria
  - Abuja (Haut Commissariat)
- Zimbabwe
  - Harare (Ambassade)

## Amérique
- Argentine
  - Buenos Aires (Ambassade)
- Brésil
  - Brasilia (Ambassade)
  - São Paulo (Consulat Général)
- Canada
  - Ottawa (Haut Commissariat)
  - Toronto (Consulat Général)
  - Vancouver (Consulat)
- Chili
  - Santiago (Ambassade)
- Colombie
  - Bogota (Ambassade)
- États-Unis
  - Washington (Ambassade (en))
  - Chicago (Consulat Général)
  - Honolulu (Consulat Général)
  - Houston (Consulat Général)
  - Los Angeles (Consulat Général)
  - New York (Consulat Général)
  - San Francisco (Consulat Général)
- Mexique
  - Mexico (Ambassade)
- Pérou
  - Lima (Ambassade)
- Trinité-et-Tobago
  - Port d'Espagne (Haut Commissariat)

## Asie
- Arabie saoudite
  - Riyad (Ambassade)
- Bangladesh
  - Dacca (Haut Commissariat)
- Birmanie
  - Rangoun (Ambassade)
- Brunei
  - Bandar Seri Begawan (Haut Commissariat)
- Cambodge
  - Phnom Penh (Ambassade)
- Chine
  - Beijing (Ambassade)
  - Chengdu (Consulat Général)
  - Canton (Consulat Général)
  - Hong Kong (Consulat Général)
  - Shanghai (Consulat Général)
  - Shenyang (Consulat Général)
- Corée du Sud
  - Séoul (Ambassade)
- Émirats arabes unis
  - Abou Dabi (Ambassade)
  - Dubaï (Consulat Général)
- Inde
  - New Delhi (Haut Commissariat)
  - Chennai (Consulat Général)
  - Bombay (Consulat Général)
- Indonésie
  - Jakarta (Ambassade (en))
  - Denpasar (Consulat Général)
  - Makassar (Consulat Général)[3]
  - Surabaya (Consulat Général)[4]
- Irak
  - Bagdad (Ambassade)
- Iran
  - Téhéran (Ambassade)
- Israël
  - Tel Aviv-Jaffa (Ambassade)
- Japon
  - Tokyo (Ambassade)
  - Osaka (Consulat Général)
- Jordanie
  - Amman (Ambassade)
- Koweït
  - Koweït (Ambassade)
- Laos
  - Vientiane (Ambassade)
- Liban
  - Beyrouth (Ambassade)
- Malaisie
  - Kuala Lumpur (Haut Commissariat)
- Maldives
  - Malé (Haut Commissariat)
- Mongolie
  - Oulan-Bator (Ambassade)
- Népal
  - Katmandou (Ambassade)
- Pakistan
  - Islamabad (Haut Commissariat (en))
- Palestine
  - Ramallah (Bureau de représentation)
- Philippines
  - Manille  (Ambassade)
- Qatar
  - Doha  (Ambassade)
- Singapour
  - Singapour (Haut Commissariat)
- Sri Lanka
  - Colombo (Haut Commissariat)
- Taïwan
  - Taipei (Bureau australien à Taipei (en))
- Thaïlande
  - Bangkok (Ambassade)
- Timor oriental
  - Dili (Ambassade)
- Turquie
  - Ankara (Ambassade)
  - Istanbul (Consulat Général)
  - Çanakkale (Consulat)
- Viêt Nam
  - Hanoï (Ambassade)
  - Hô-Chi-Minh-Ville (Consulat Général)

## Europe
- Allemagne
  - Berlin (Ambassade)
  - Francfort (Consulat Général)
- Autriche
  - Vienne (Ambassade)
- Belgique
  - Bruxelles (Ambassade)
- Chypre
  - Nicosie (Haut Commissariat)
- Croatie
  - Zagreb (Ambassade)
- Danemark
  - Copenhague (Ambassade)
- Espagne
  - Madrid (Ambassade)
- France
  - Paris (Ambassade)
  - Nouméa (Consulat Général)
  - Papeete (Consulat Général)
- Grèce
  - Athènes (Ambassade)
- Irlande
  - Dublin (Ambassade)
- Italie
  - Rome (Ambassade)
  - Milan (Consulat Général)
- Malte
  - La Valette (Haut Commissariat)
- Pays-Bas
  - La Haye (Ambassade)
- Pologne
  - Varsovie (Ambassade)
- Portugal
  - Lisbonne (Ambassade)
- Royaume-Uni
  - Londres (Haut-commissariat)
- Russia
  - Moscou (Ambassade)
- Serbie
  - Belgrade (Ambassade)
- Suède
  - Stockholm (Ambassade)
- Suisse
  - Berne (Ambassade)
  - Genève (Consulat Général)
- Vatican
  - Rome (Ambassade)[note 1]

## Océanie
- États fédérés de Micronésie
  - Pohnpei (Ambassade)
- Fidji
  - Suva (Haut Commissariat)
- Îles Cook
  - Avarua (Haut Commissariat)[5]
- Îles Marshall
  - Majuro (ambassade)
- Kiribati
  - Tarawa-Sud (Haut Commissariat)
- Nauru
  - Aiwo (Haut Commissariat)
- Nouvelle-Zélande
  - Wellington (Haut Commissariat)
  - Auckland (Consulat Général)
- Palaos
  - Koror (Ambassade)[6]
- Papouasie-Nouvelle-Guinée
  - Port Moresby (Haut Commissariat)
  - Lae (Consulat Général)
- Îles Salomon
  - Honiara (Haut Commissariat)
- Samoa
  - Apia (Haut Commissariat)
- Tonga
  - Nukuʻalofa (Haut Commissariat)
- Tuvalu
  - Funafuti (Haut Commissariat)
- Vanuatu
  - Port Vila (Haut Commissariat)

## Représentations fermées

### Afrique
| Pays           | Ville(s)      | Type de mission   | Fermeture | Réf   |
| -------------- | ------------- | ----------------- | --------- | ----- |
| Afrique du Sud | Le Cap        | Consulat          | 1984      | [ 7 ] |
| Algérie        | Alger         | Ambassade         | 1991      | [ 7 ] |
| Libye          | Tripoli       | Consulat Général  | 2011      |       |
| Tanzanie       | Dar Es Salaam | Haut Commissariat | 1987      | [ 7 ] |
| Zambie         | Lusaka        | Haut Commissariat | 1991      | [ 7 ] |

### Amériques
| Pays       | Ville(s)   | Type de mission   | Fermeture | Réf   |
| ---------- | ---------- | ----------------- | --------- | ----- |
| Barbade    | Bridgetown | Haut Commissariat | 2004      |       |
| États-Unis | Atlanta    | Consulat Général  | 2012      | [ 8 ] |
| Venezuela  | Caracas    | Ambassade         | 2002      | [ 9 ] |

### Asie
| Pays         | Ville(s)           | Type de mission              | Fermeture | Réf    |
| ------------ | ------------------ | ---------------------------- | --------- | ------ |
| Afghanistan  | Kaboul             | Ambassade                    | 2021      | [ 10 ] |
| Chine        | Nankin             | Ambassade                    | 1949      |        |
| Indonésie    | Kupang             | Consulat                     | 1999      | [ 11 ] |
| Japon        | Fukuoka et Sapporo | Consulat Général et Consulat | 2019      | ,      |
| Kazakhstan   | Almaty             | Ambassade                    | 1999      |        |
| Sud Viêt Nam | Saïgon             | Ambassade                    | 1975      | [ 14 ] |
| Syrie        | Damas              | Ambassade                    | 1999      | [ 15 ] |
| Taïwan       | Taipei             | Ambassade                    | 1973      | [ 16 ] |

### Europe
| Pays        | Ville      | Type de mission | Fermeture | Réf    |
| ----------- | ---------- | --------------- | --------- | ------ |
| Hongrie     | Budapest   | Ambassade       | 2013      | [ 17 ] |
| Royaume-Uni | Manchester | Consulat        | 2001      | [ 18 ] |
| Ukraine     | Kiev       | Ambassade       | 2022      | [ 19 ] |

## Organisations internationales
- Bruxelles (Mission permanente auprès de l'Union européenne)
- Genève (Mission permanente auprès des Nations unies et d'autres organisations internationales)
- New York (Mission permanente auprès des Nations unies)
- Paris (Mission permanente auprès de l'OCDE et de l'UNESCO)
- Vienne (Mission permanente auprès des Nations unies et d'autres organisations internationales)

## Galerie

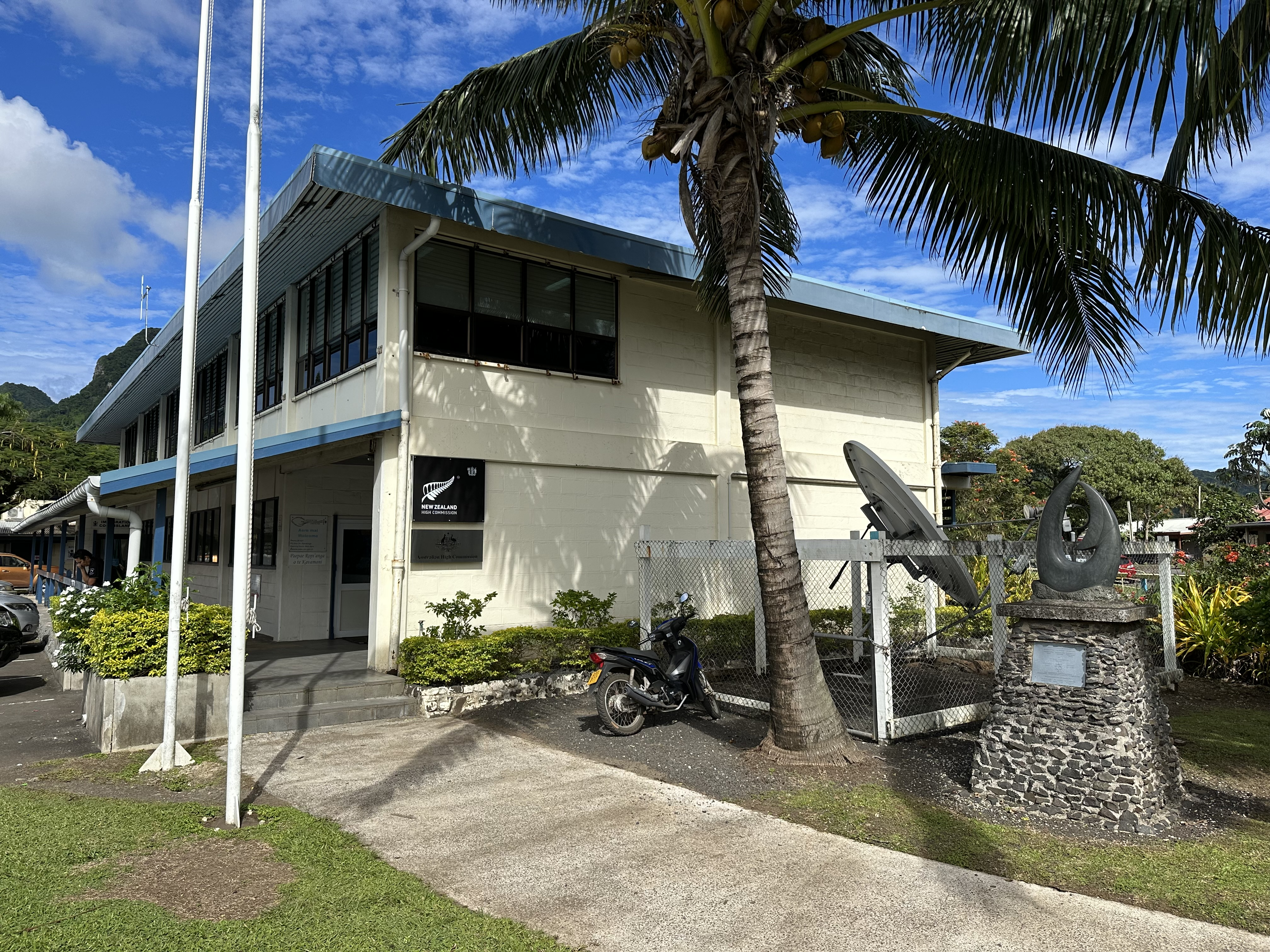
Haut-commissariat à Avarua
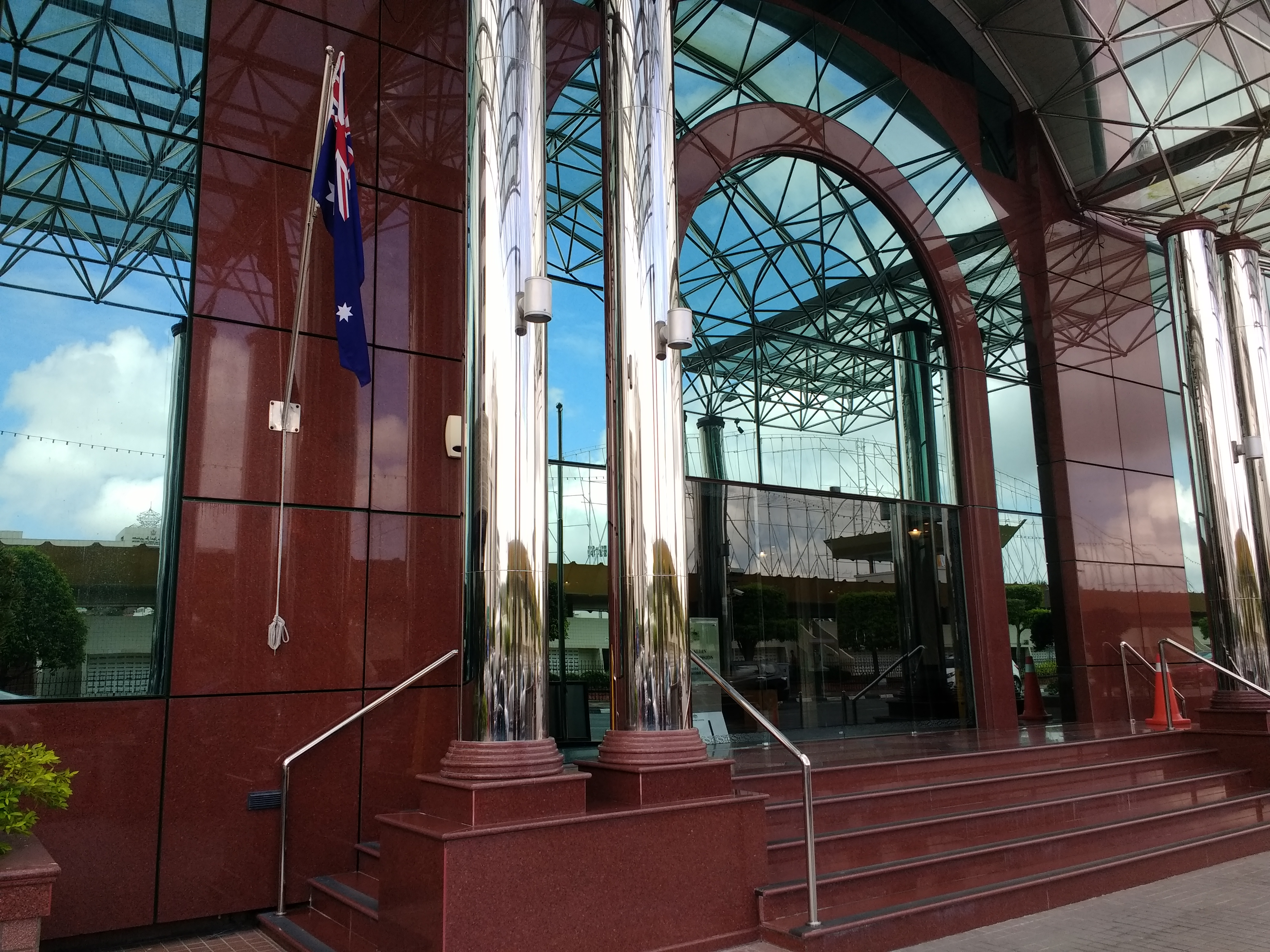
Haut-commissariat à Bandar Seri Begawan
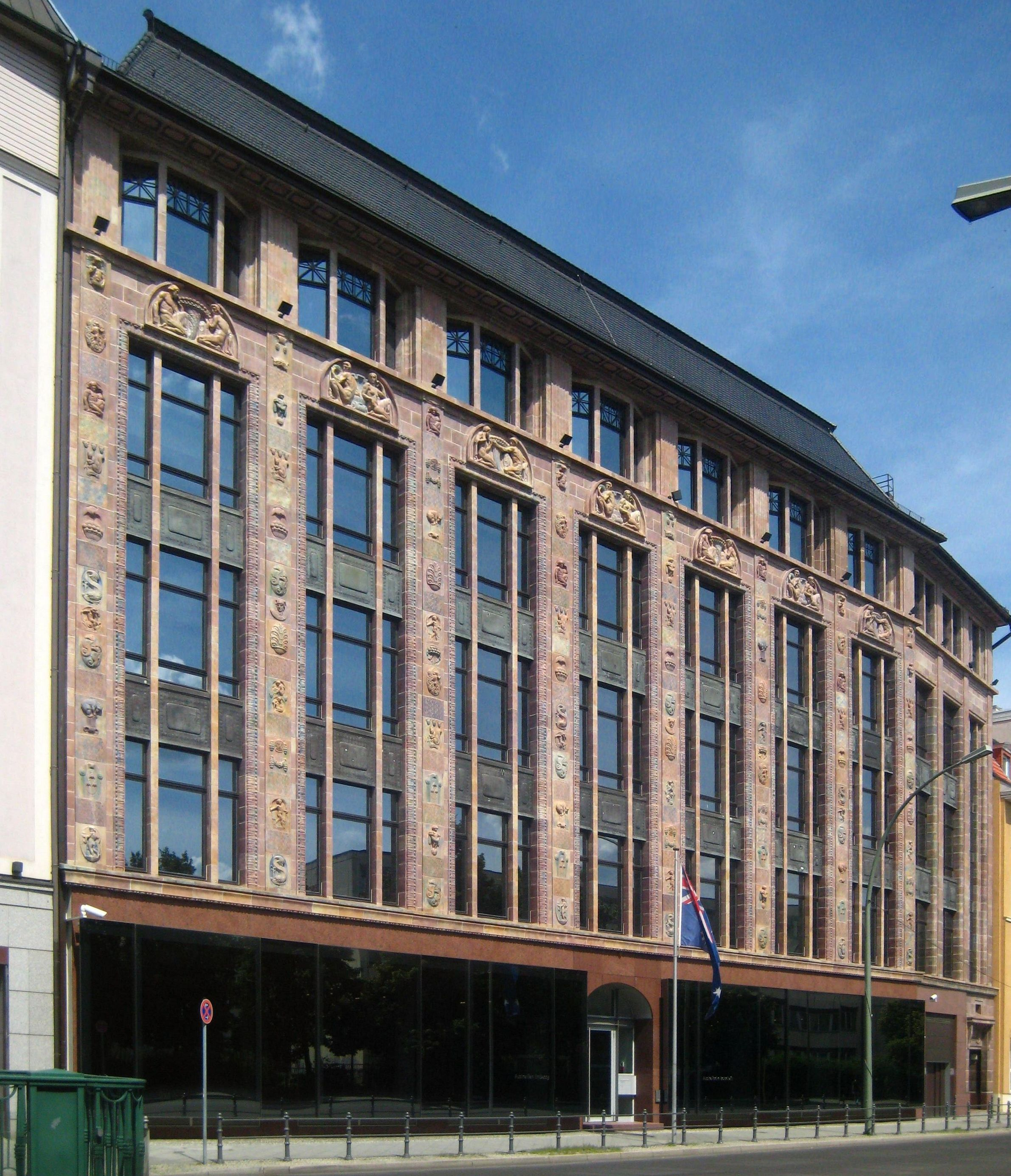
Ambassade à Berlin
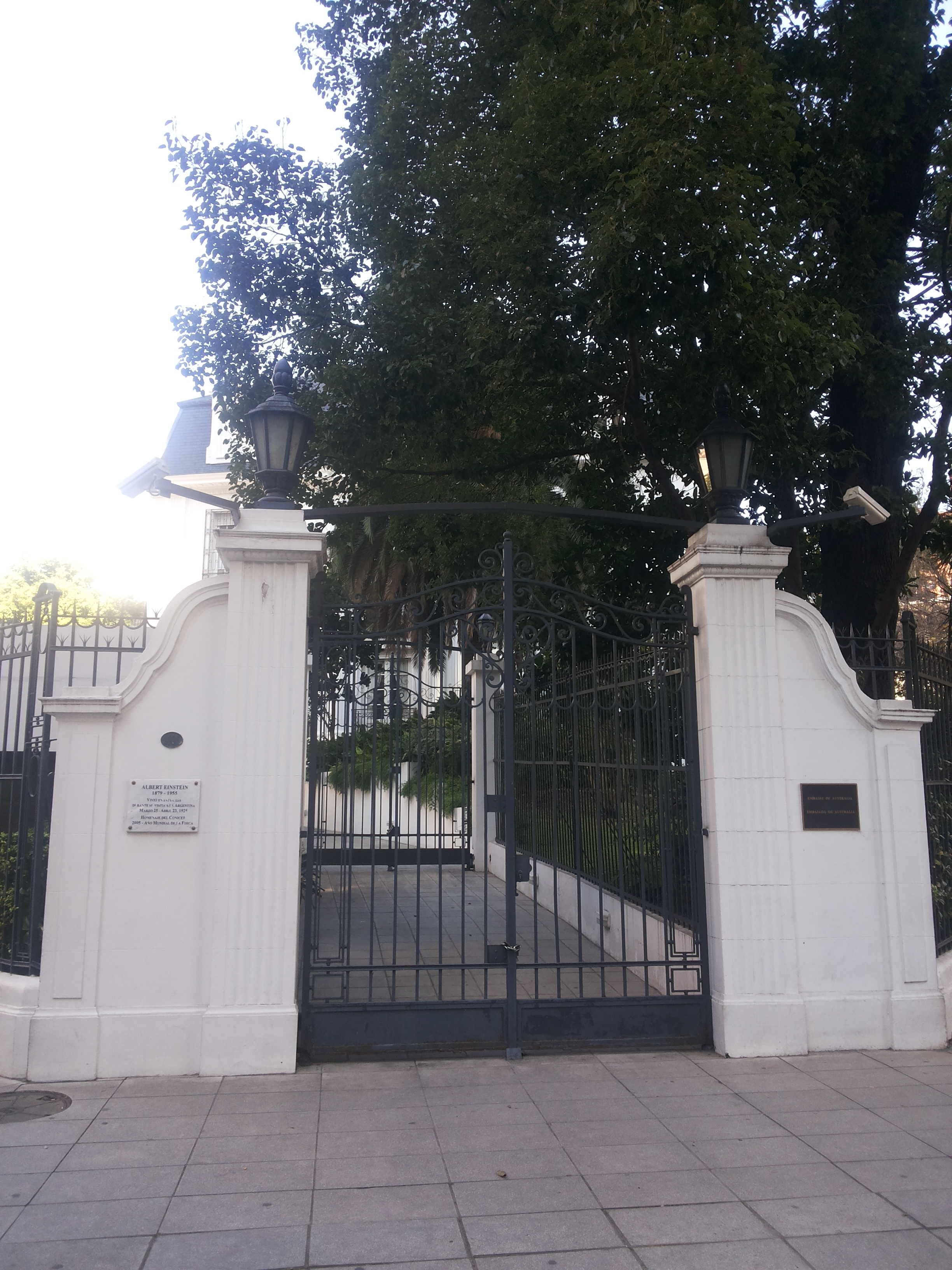
Ambassade à Buenos Aires
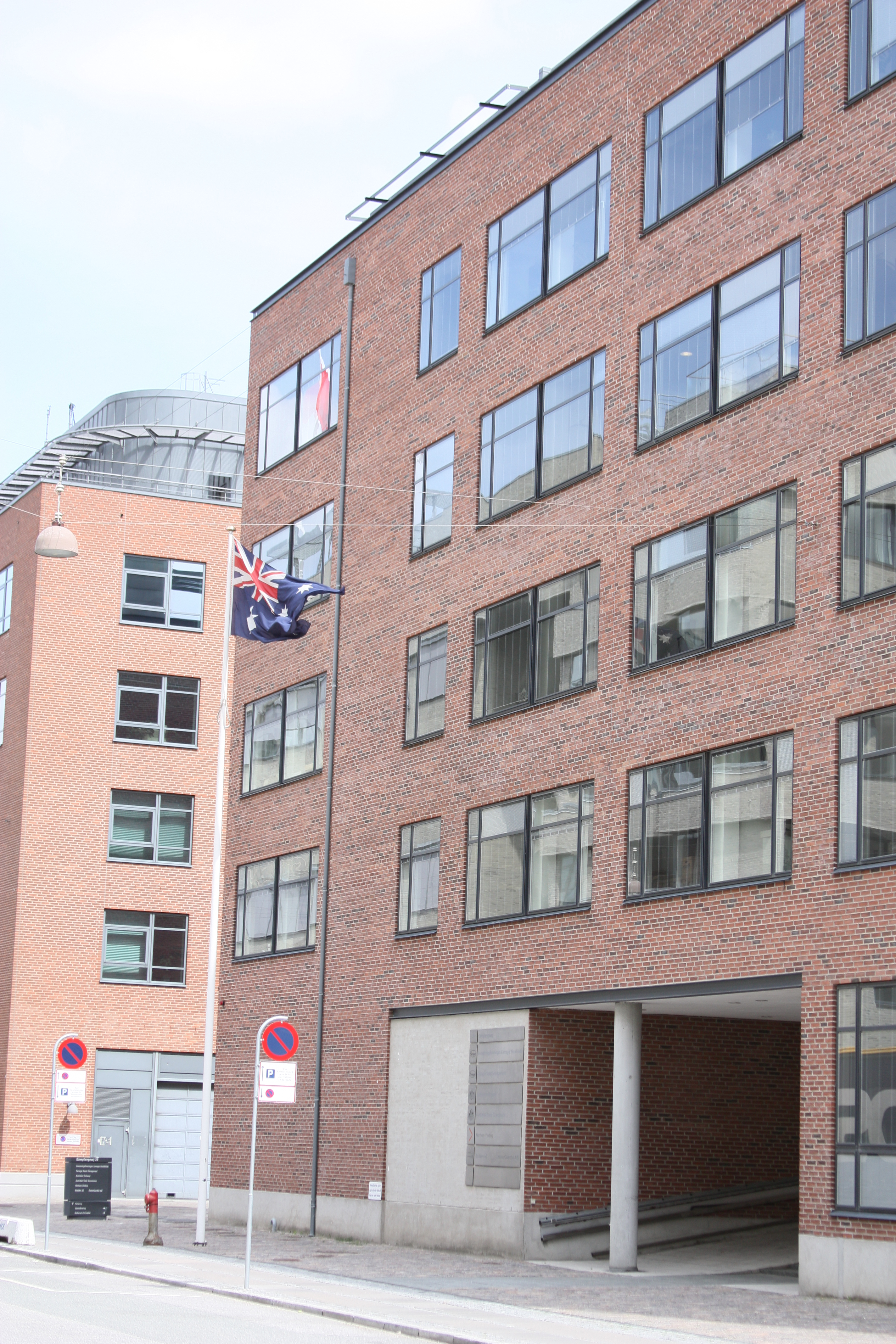
Ambassade à Copenhague
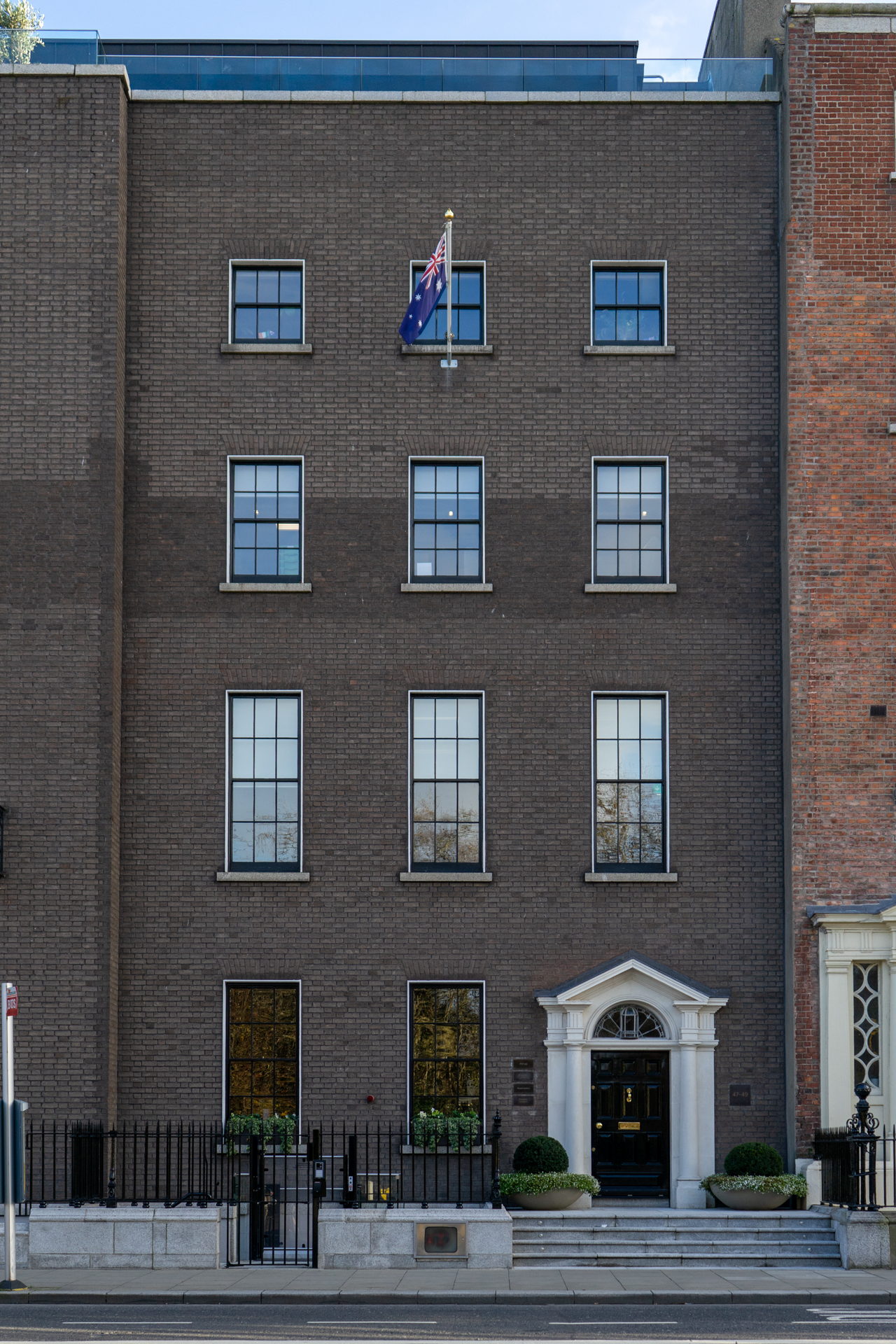
Ambassade à Dublin
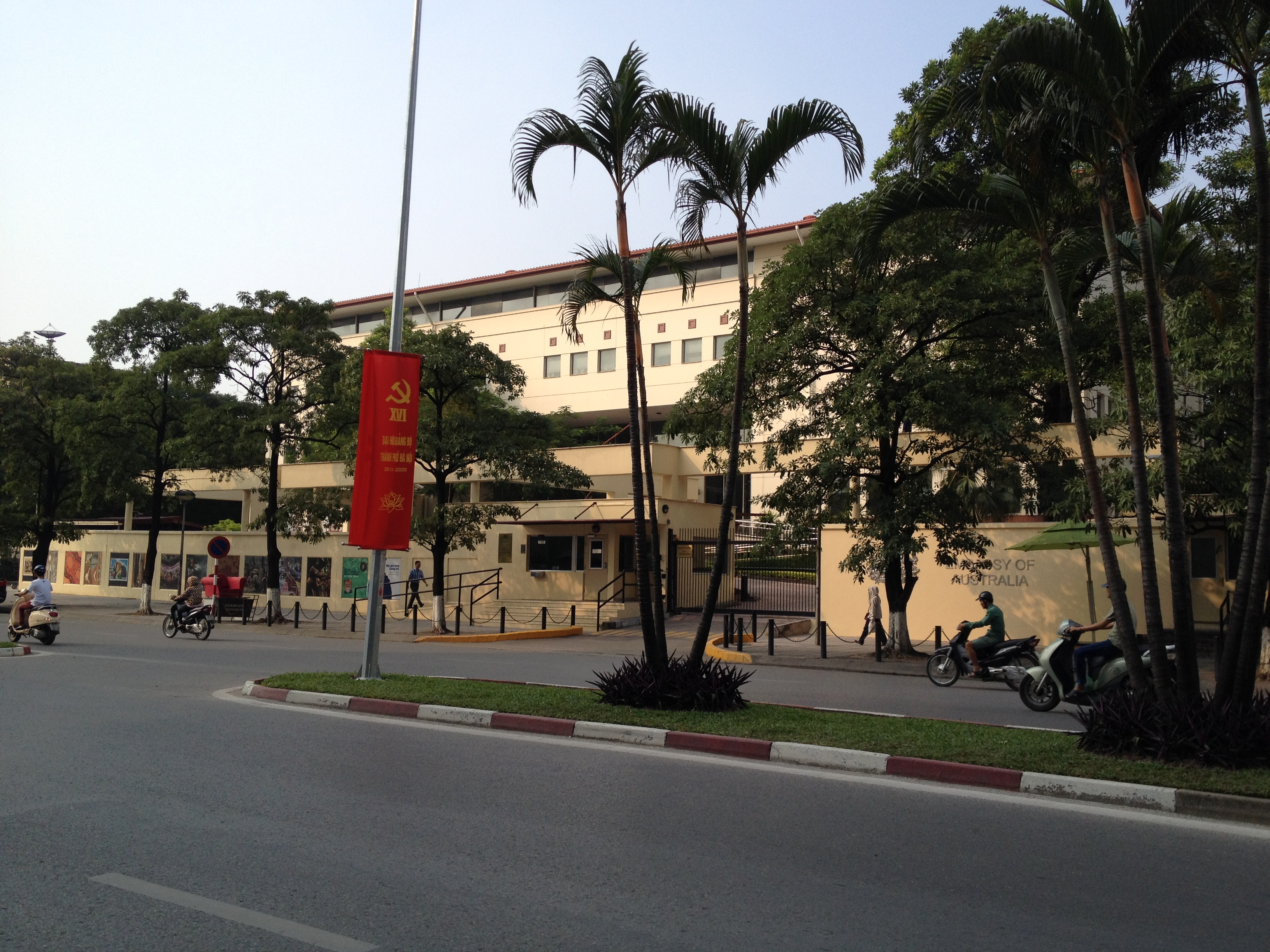
Ambassade à Hanoï
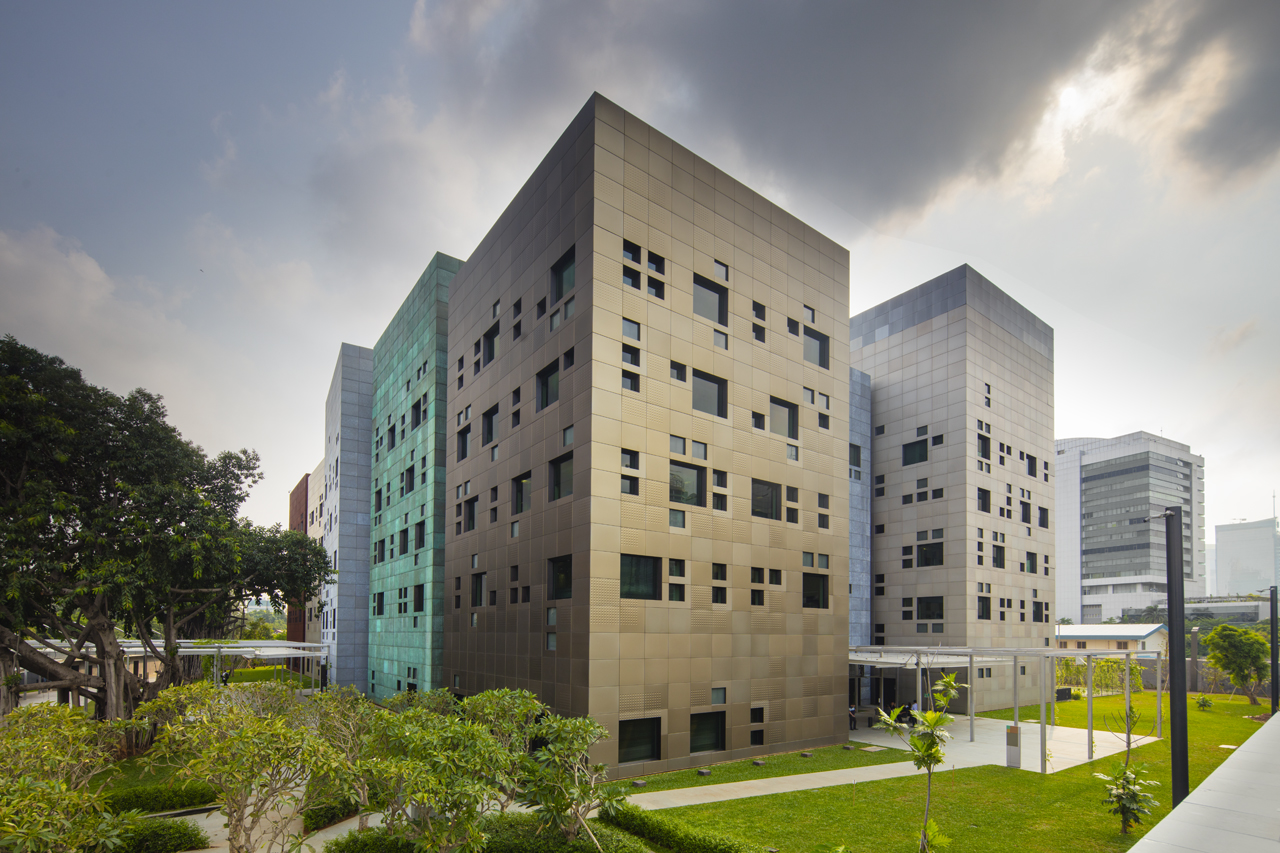
Ambassade à Jakarta
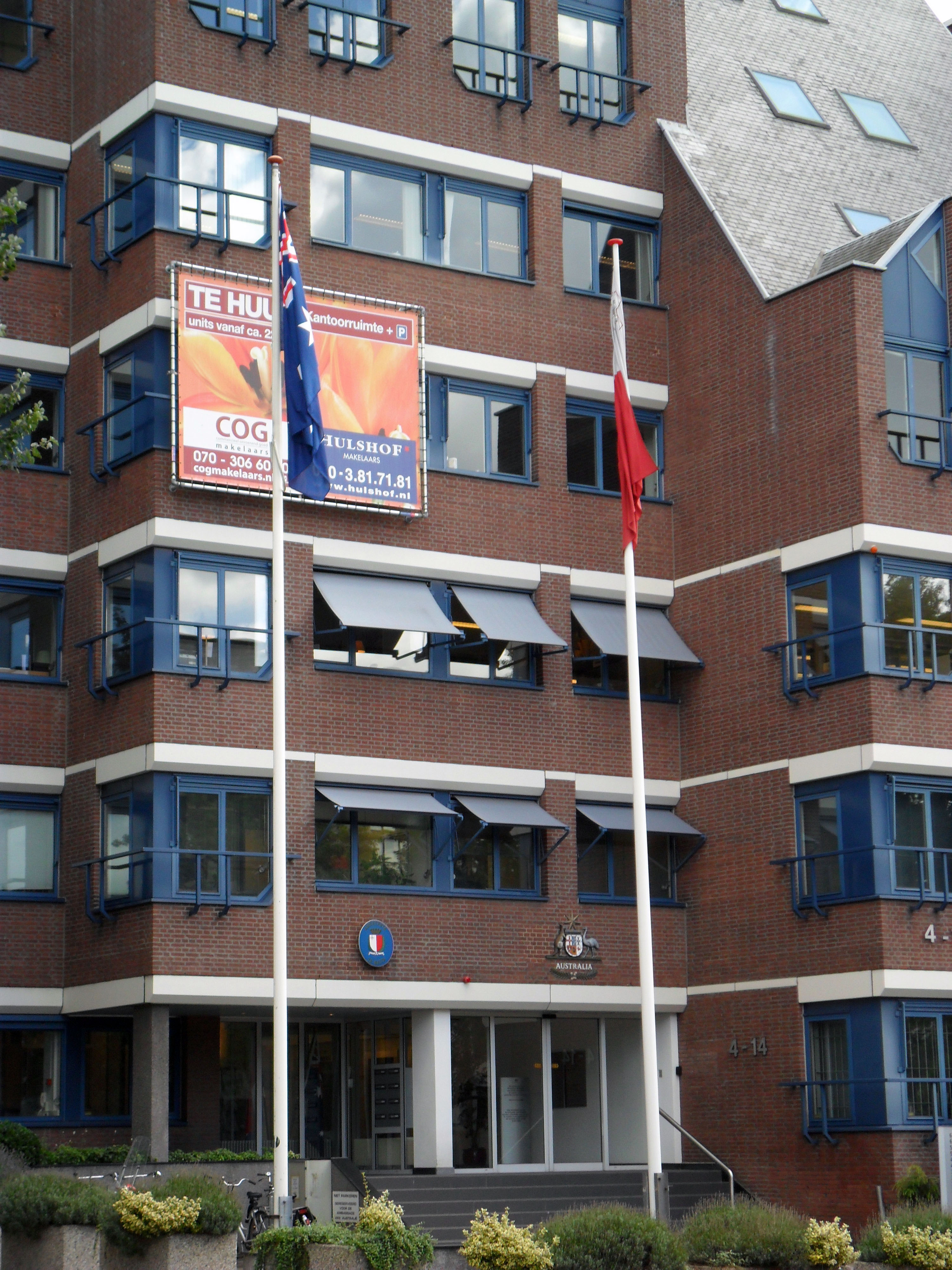
Ambassade à La Haye
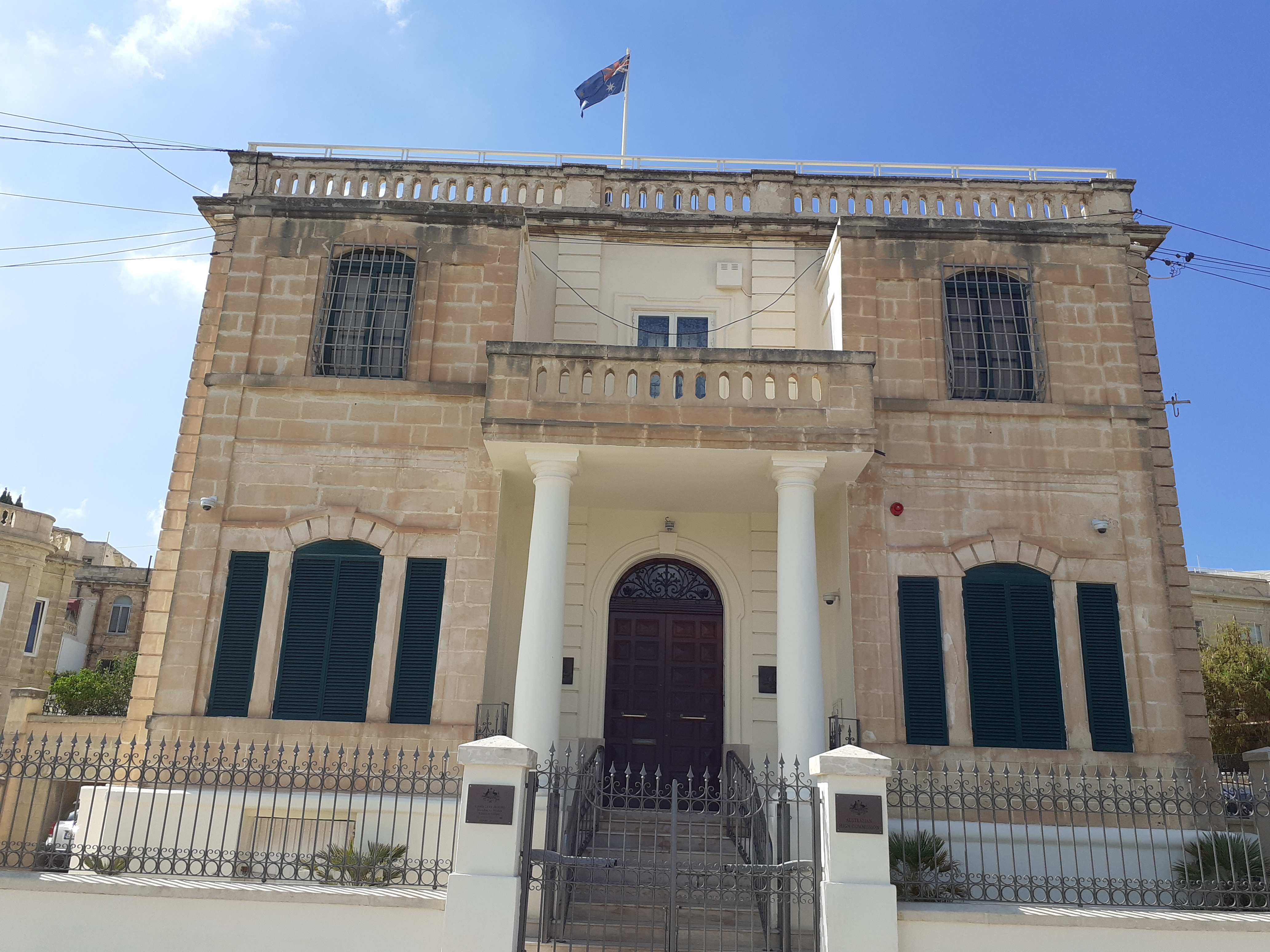
Haut-commissariat à La Valette
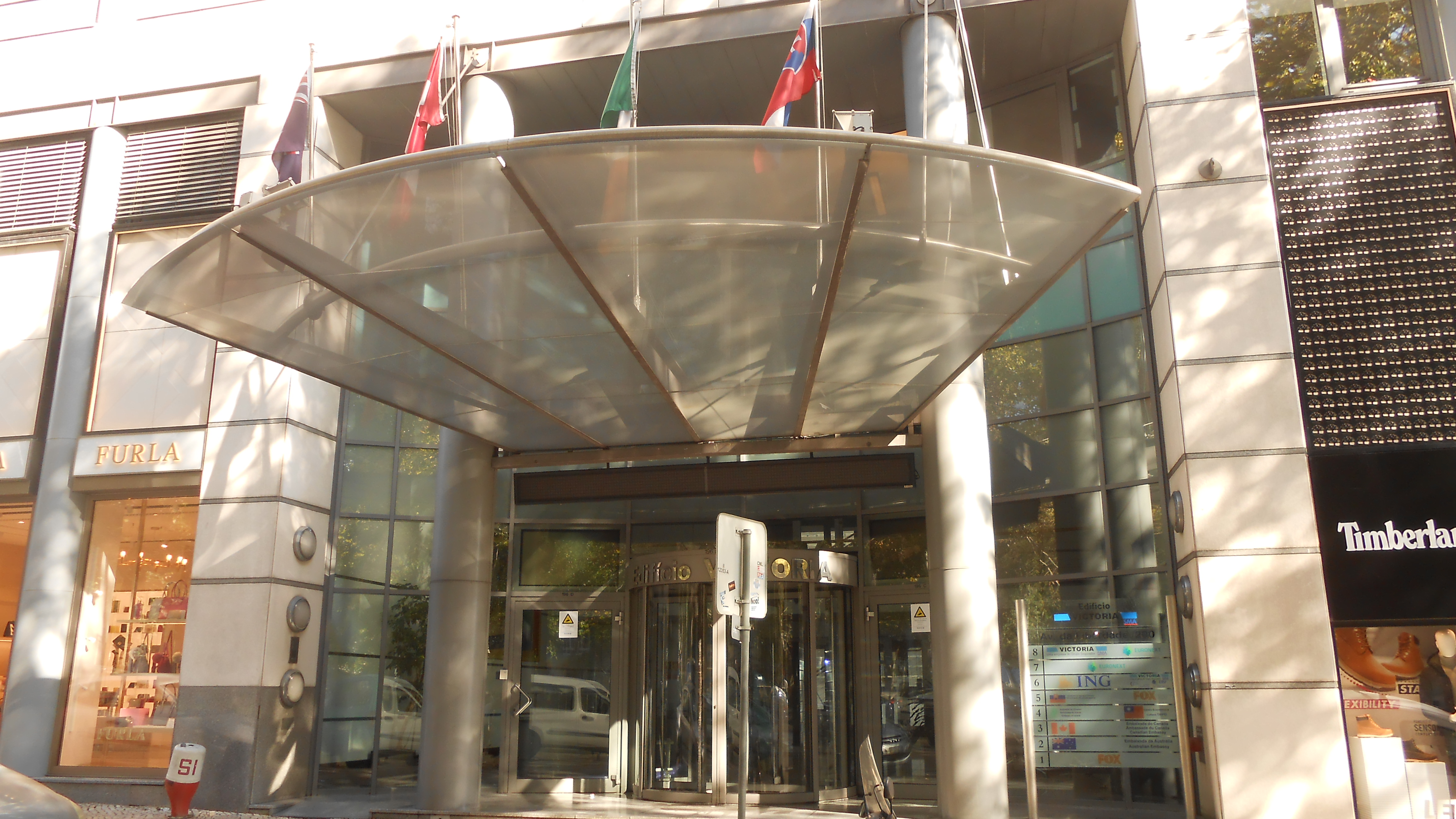
Ambassade à Lisbonne
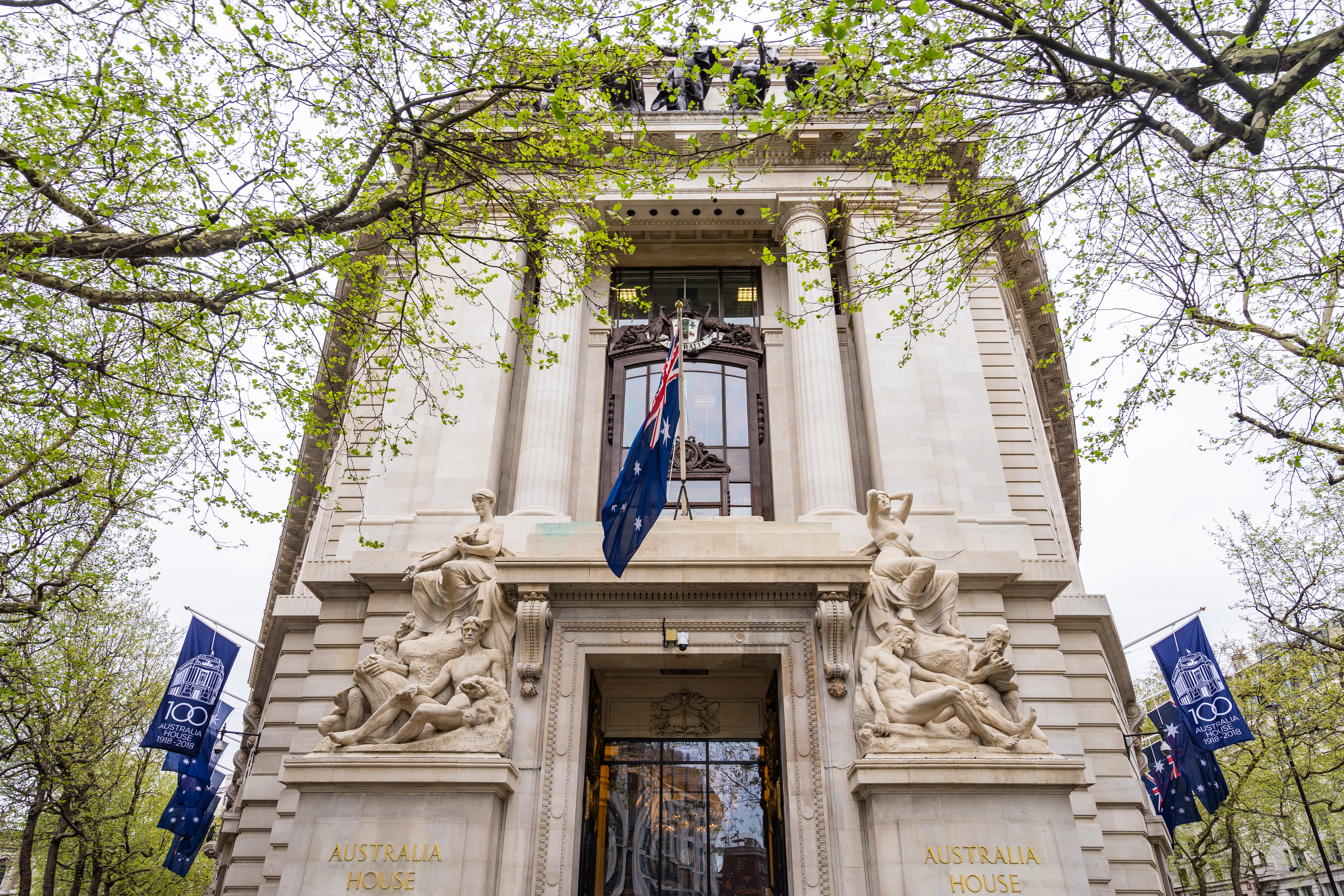
Haut-commissariat à Londres
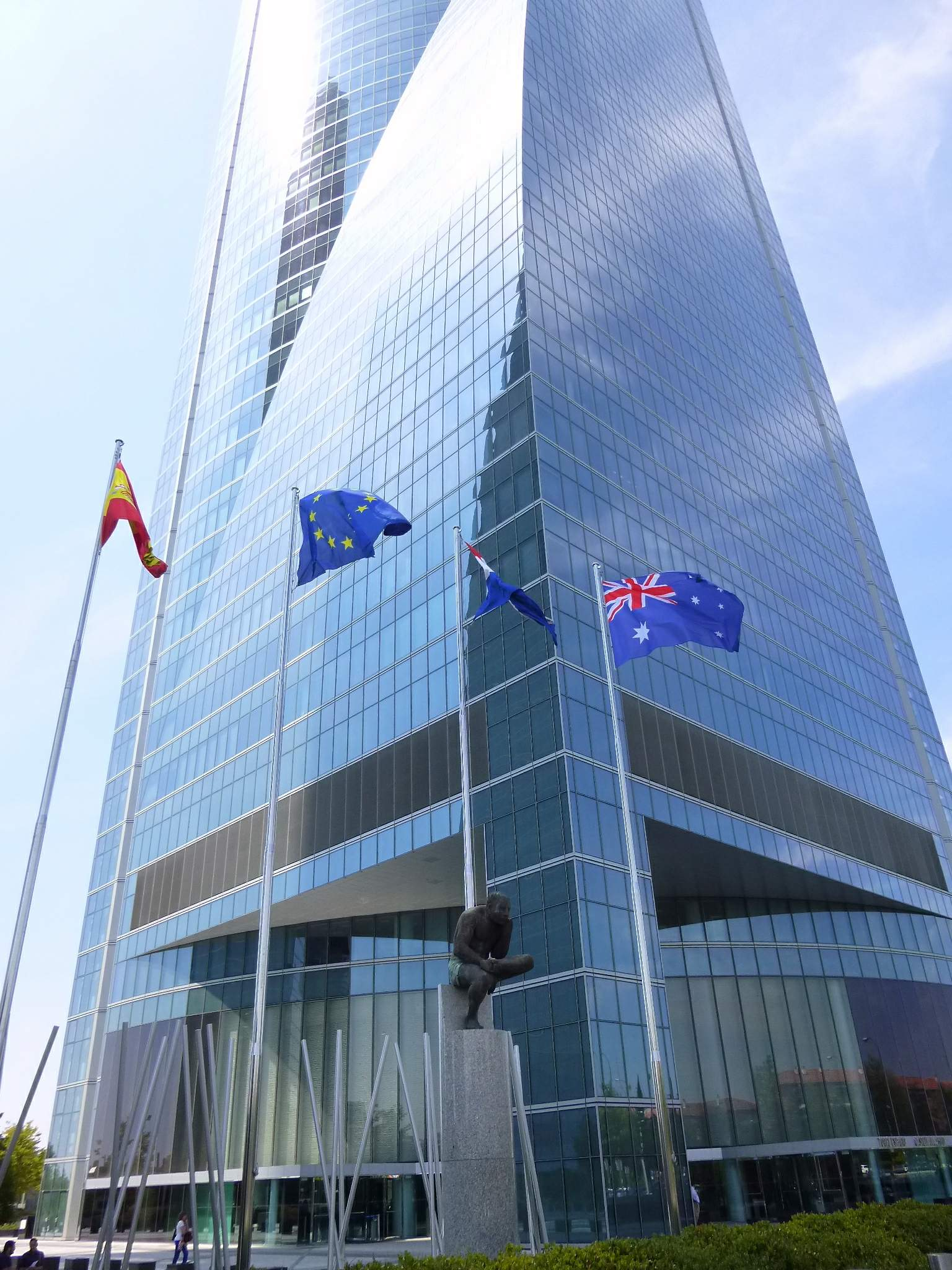
Ambassade à Madrid
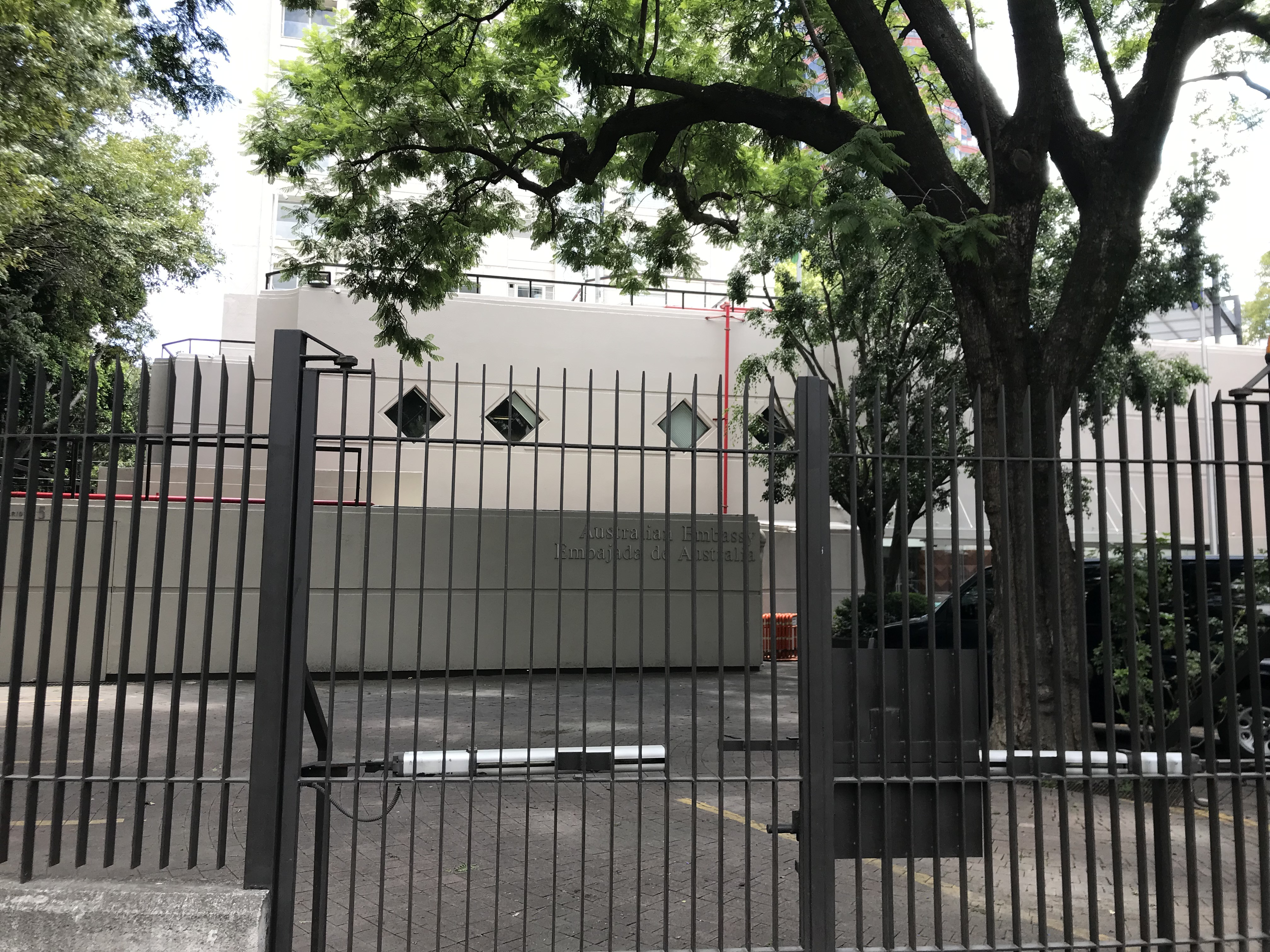
Ambassade à Mexico
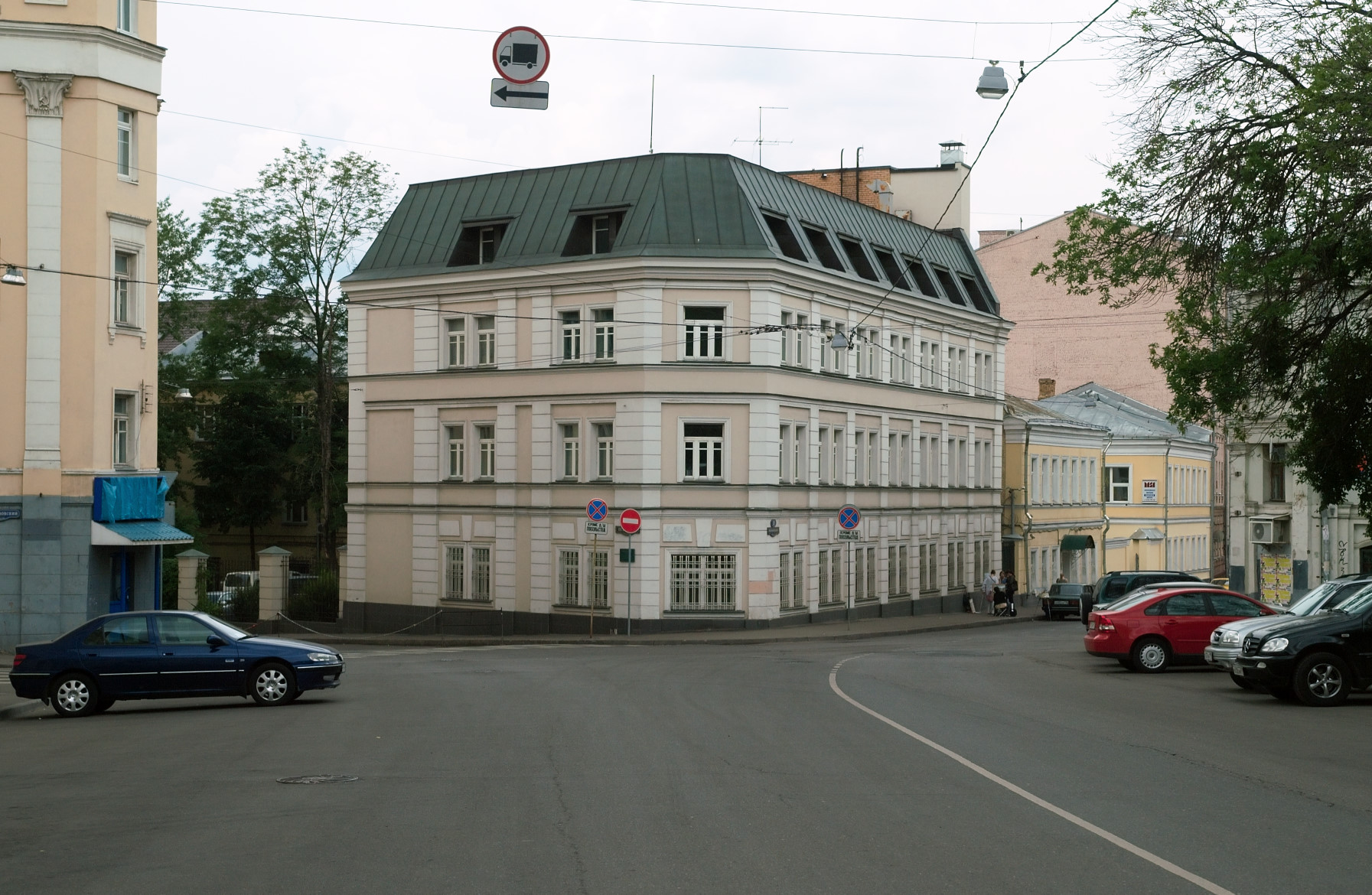
Ambassade à Moscou
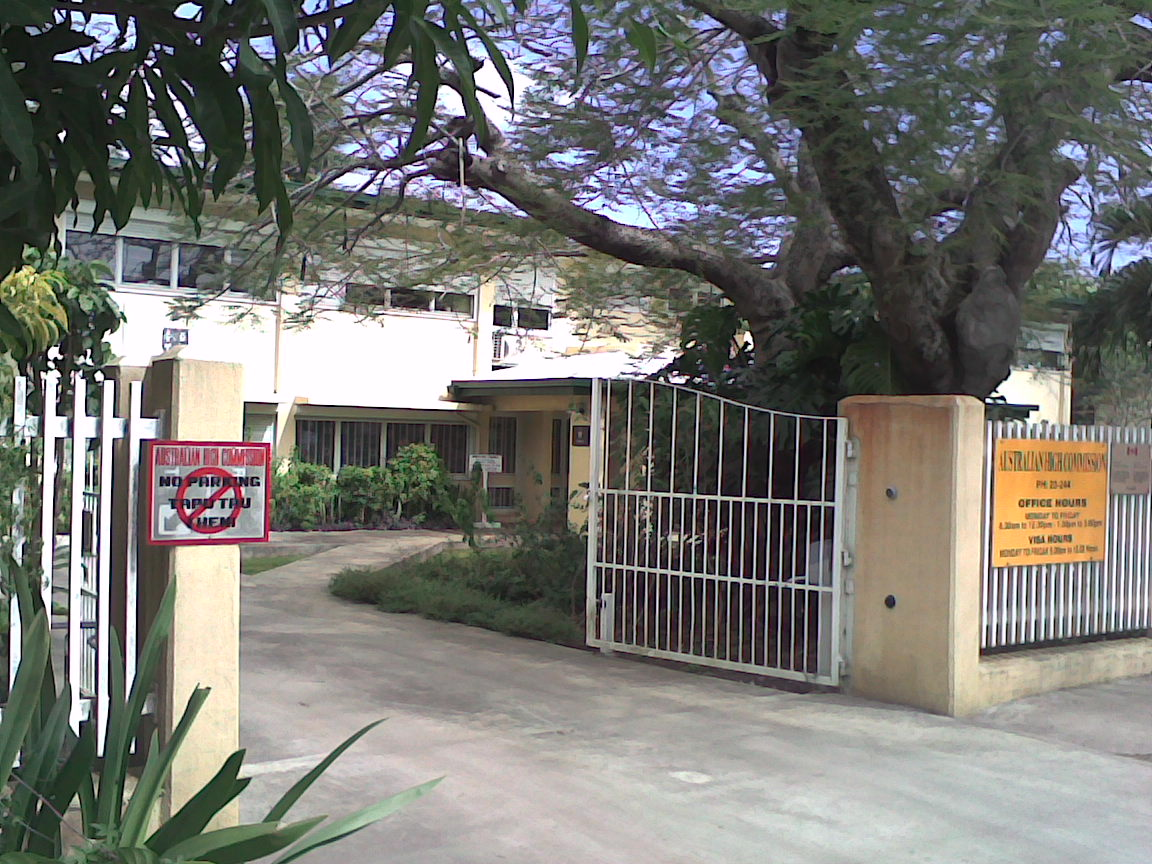
Haut-commissariat à Nuku'alofa
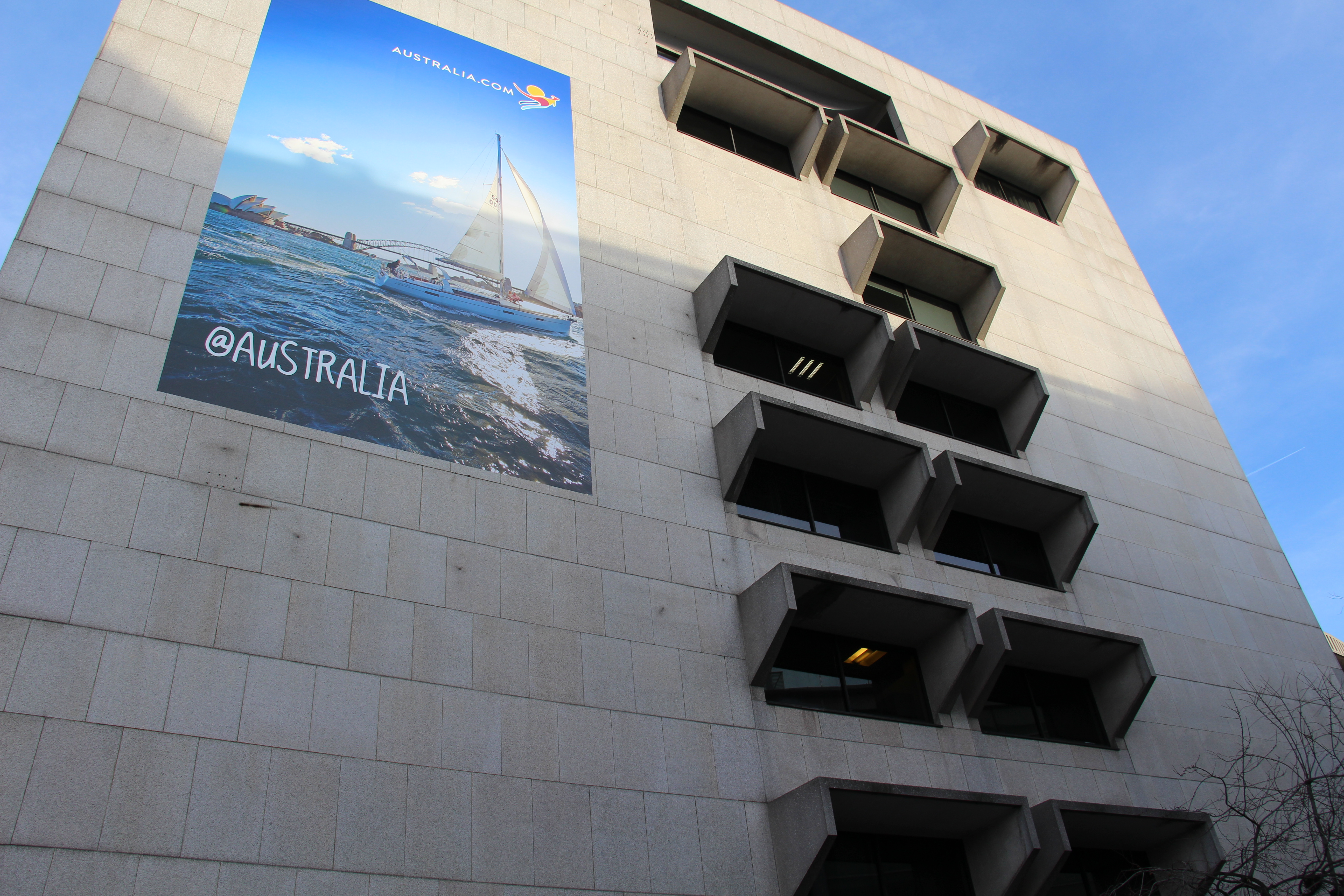
Ambassade à Paris
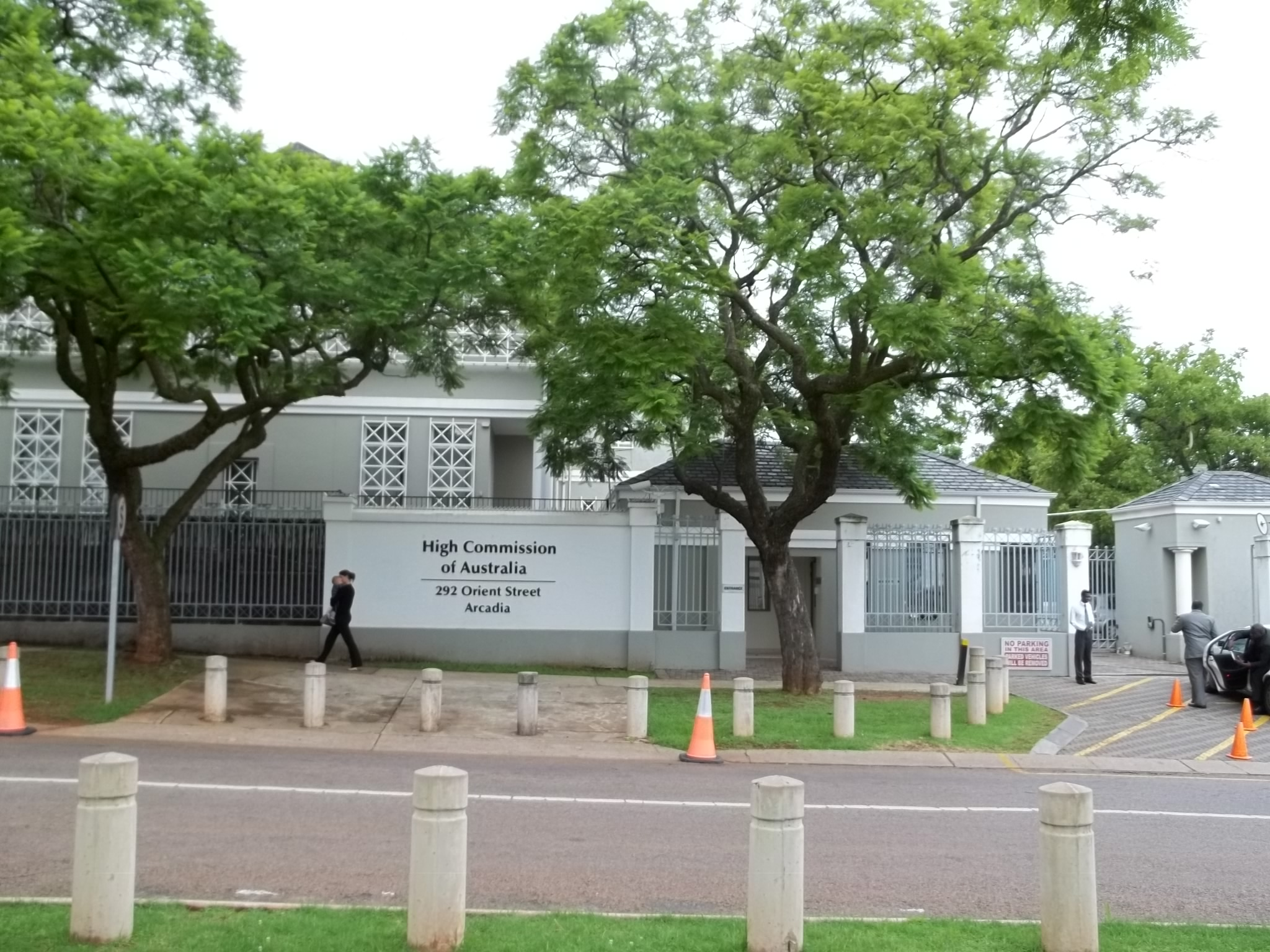
Haut-commissariat à Pretoria
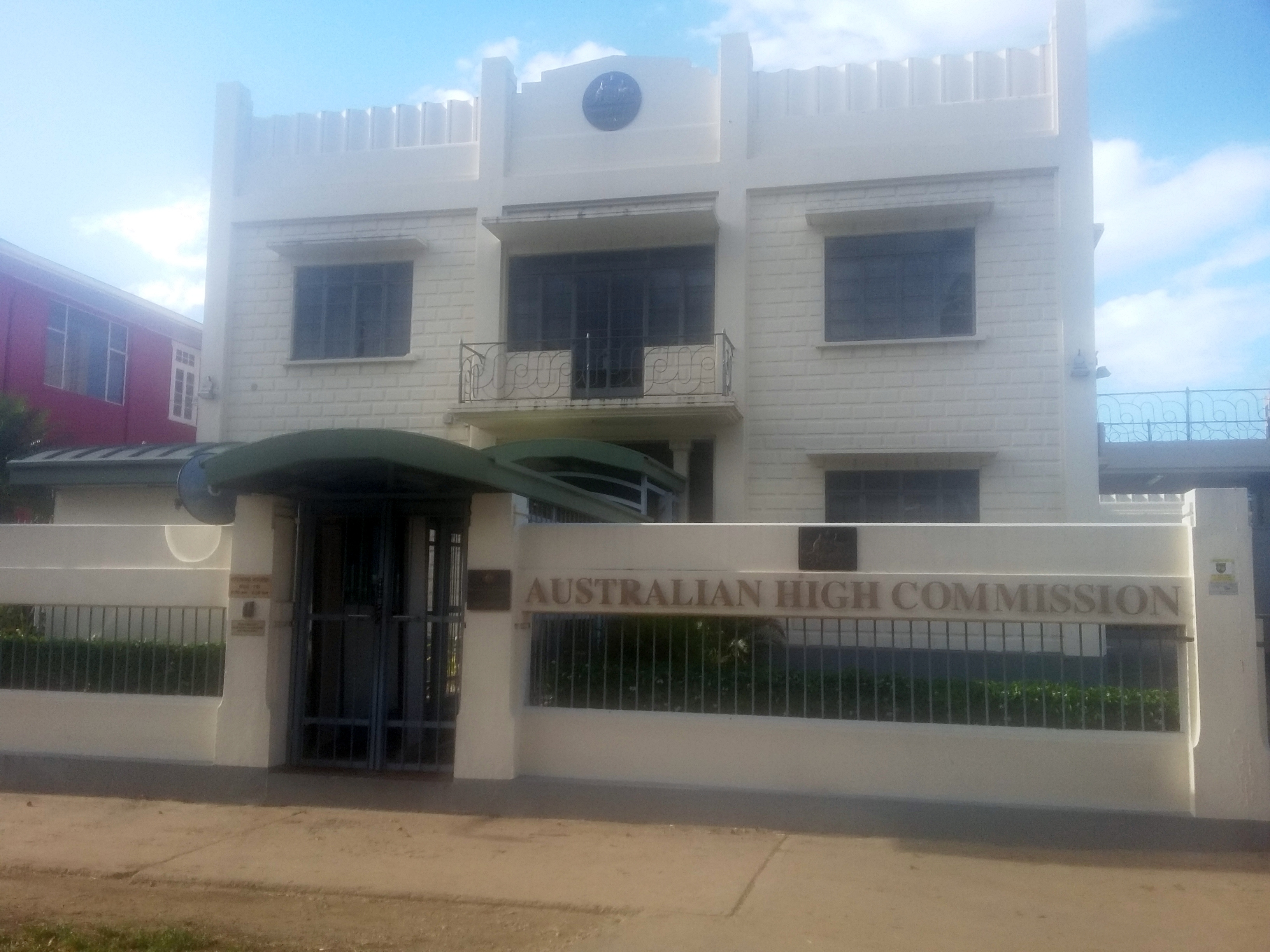
Haut-commissariat à Port d'Espagne
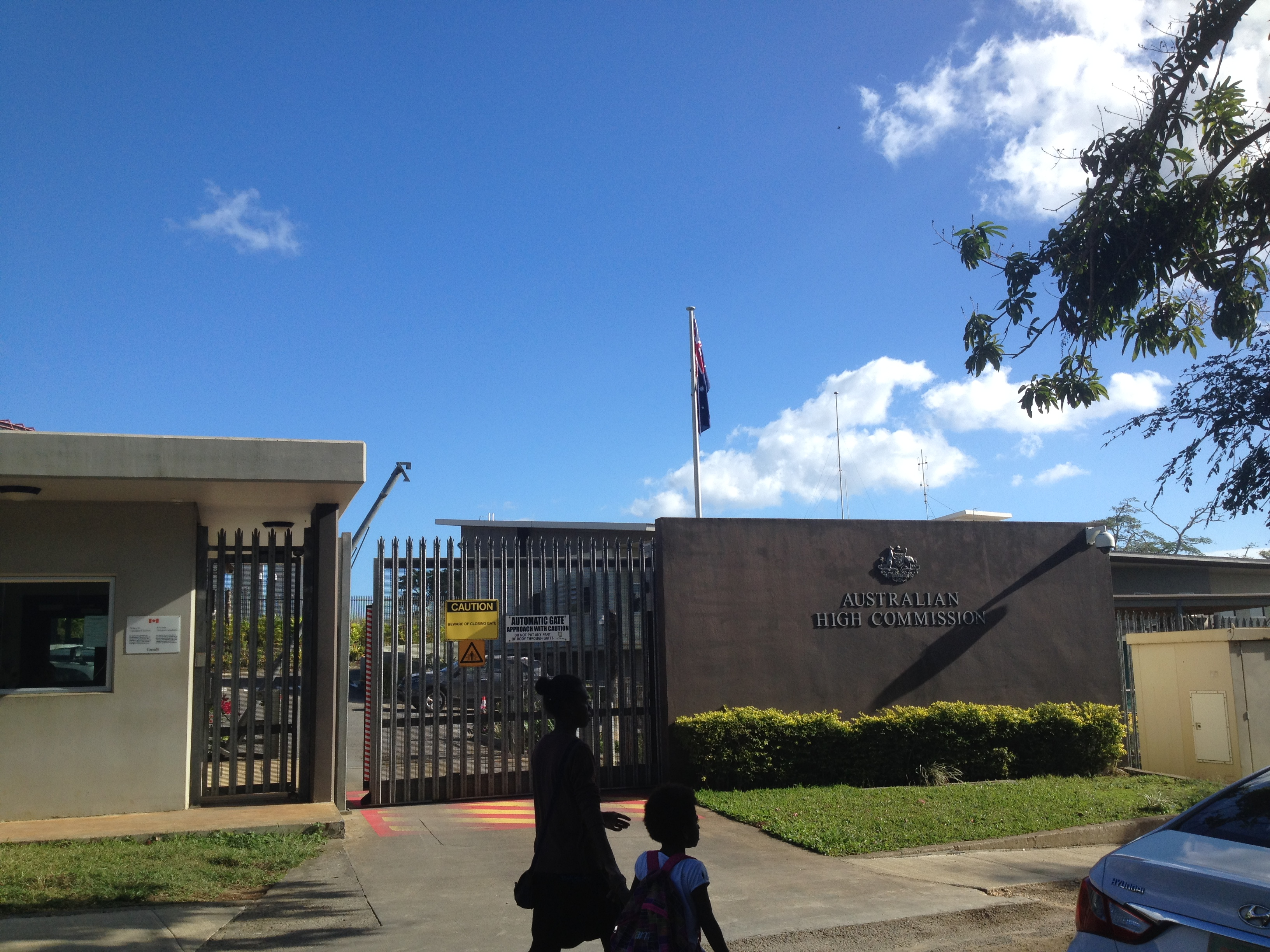
Haut-commissariat à Port-Vila
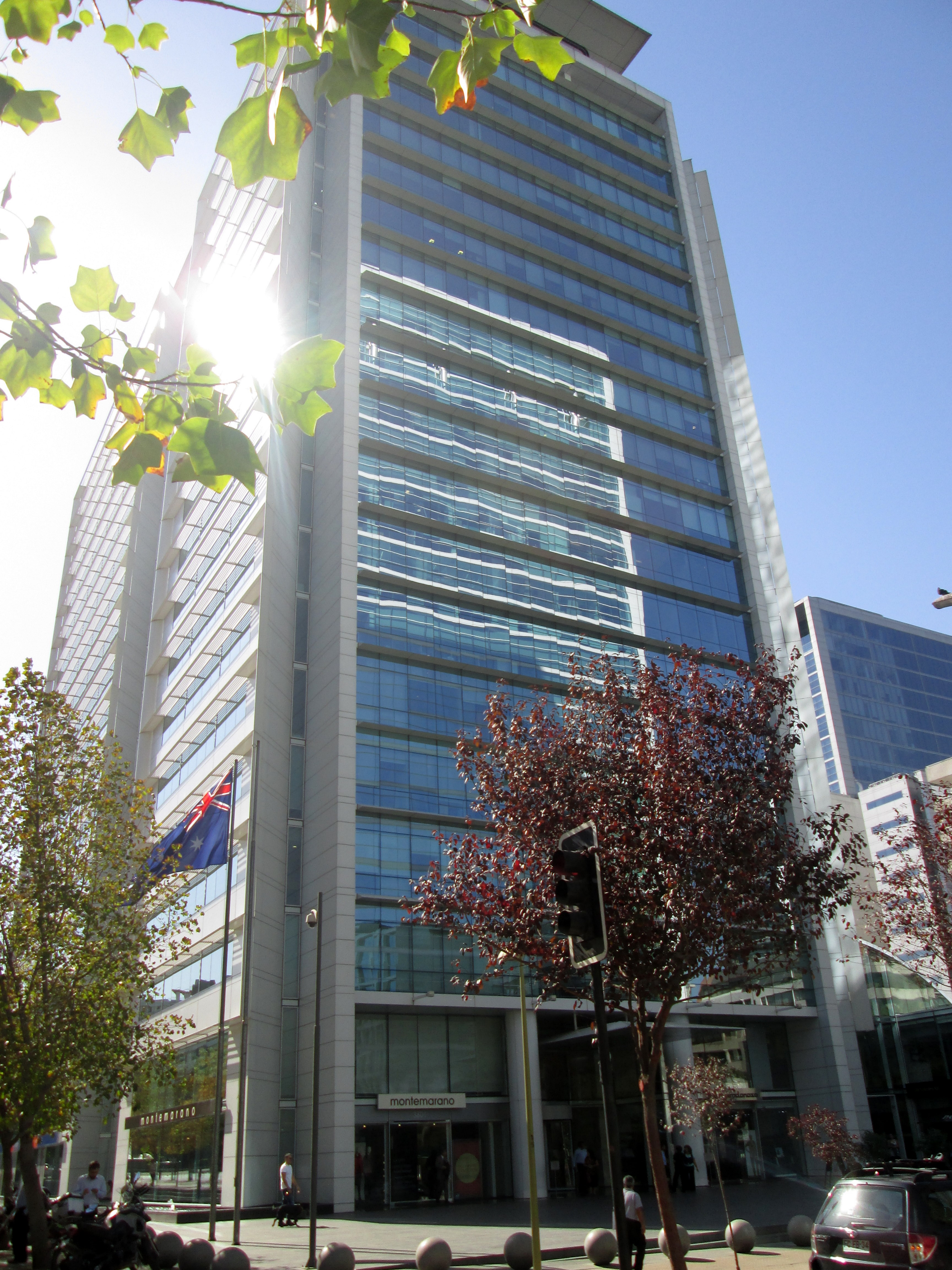
Ambassade à Santiago du Chili
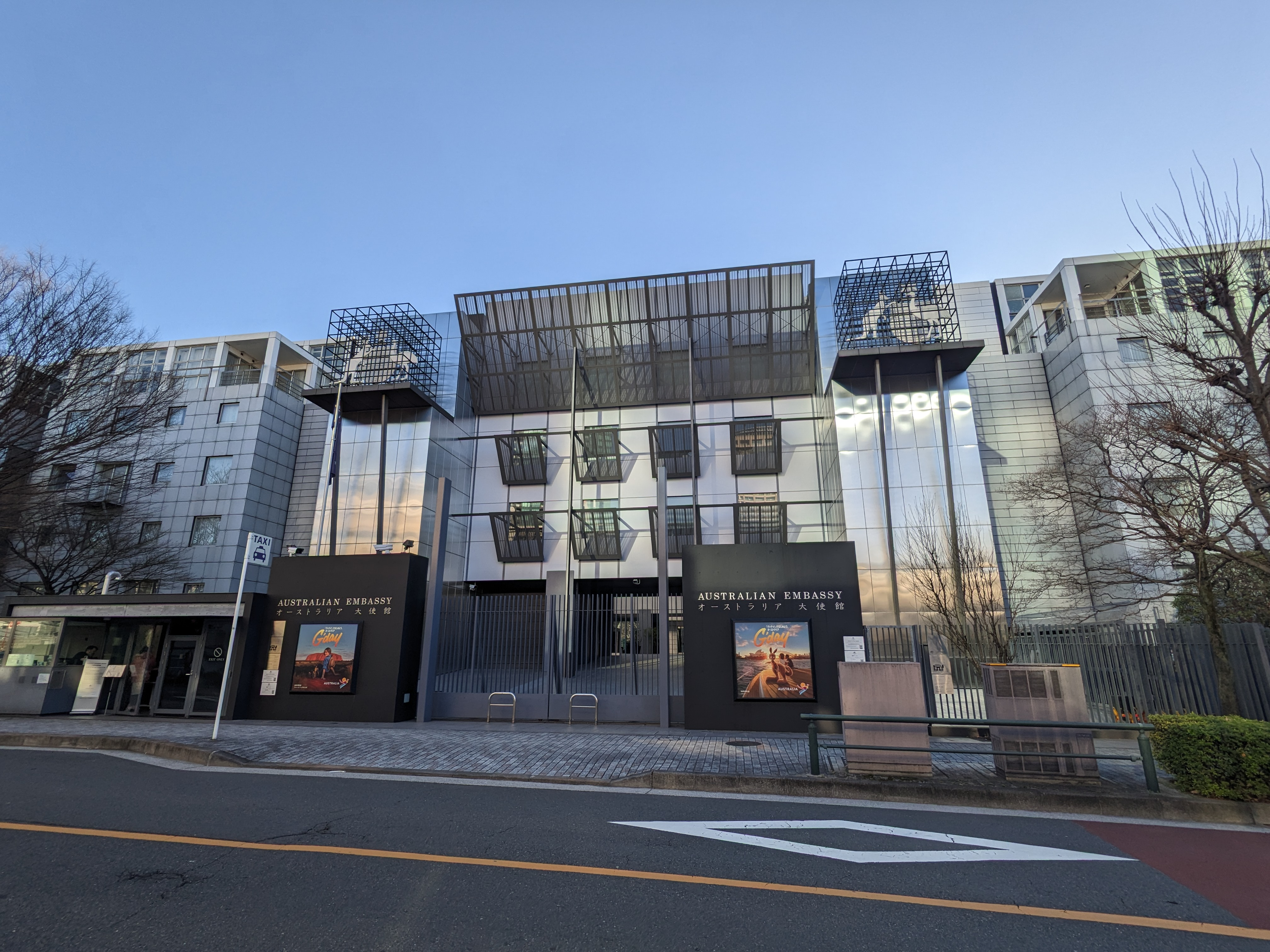
Ambassade à Tokyo
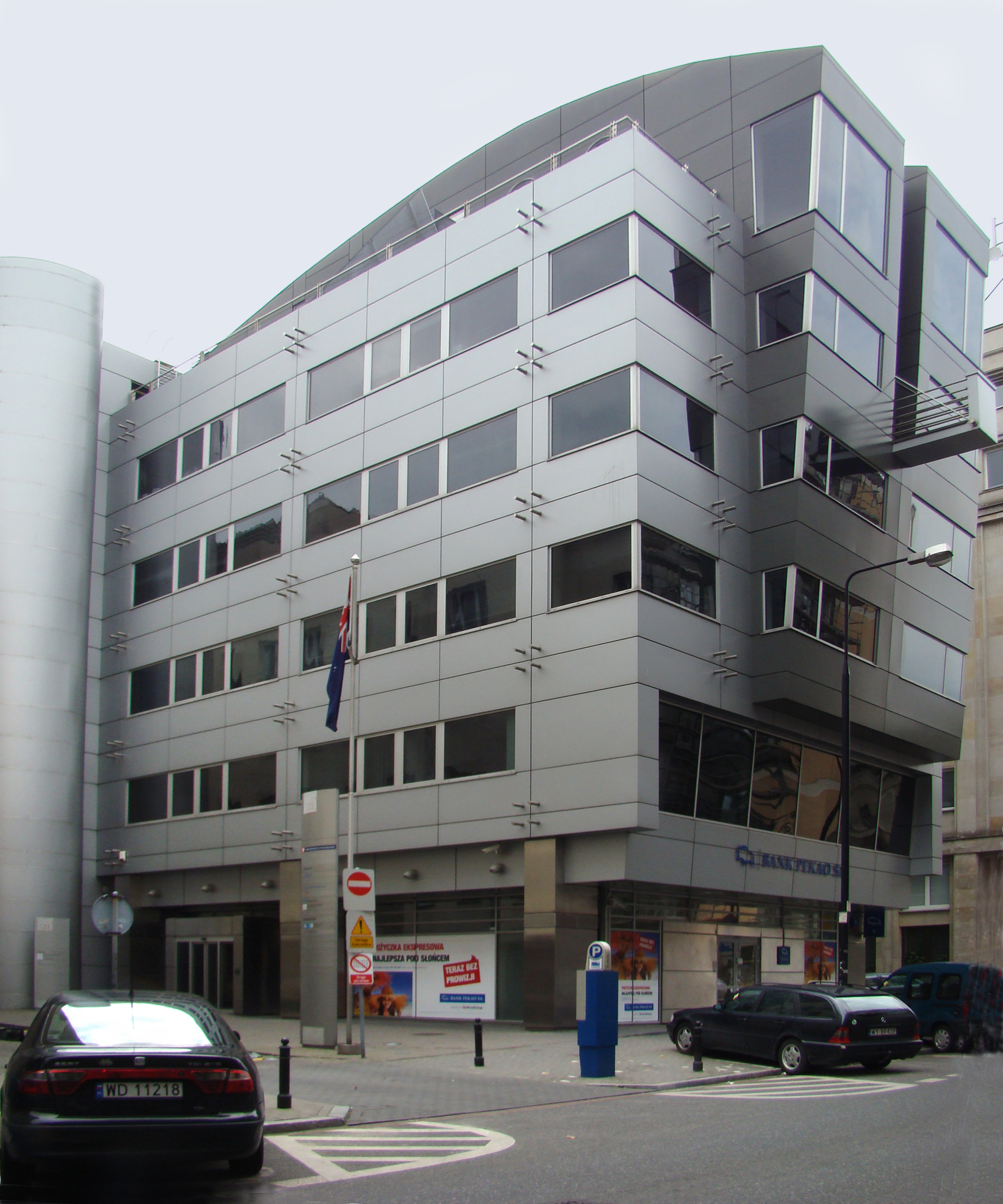
Ambassade à Varsovie
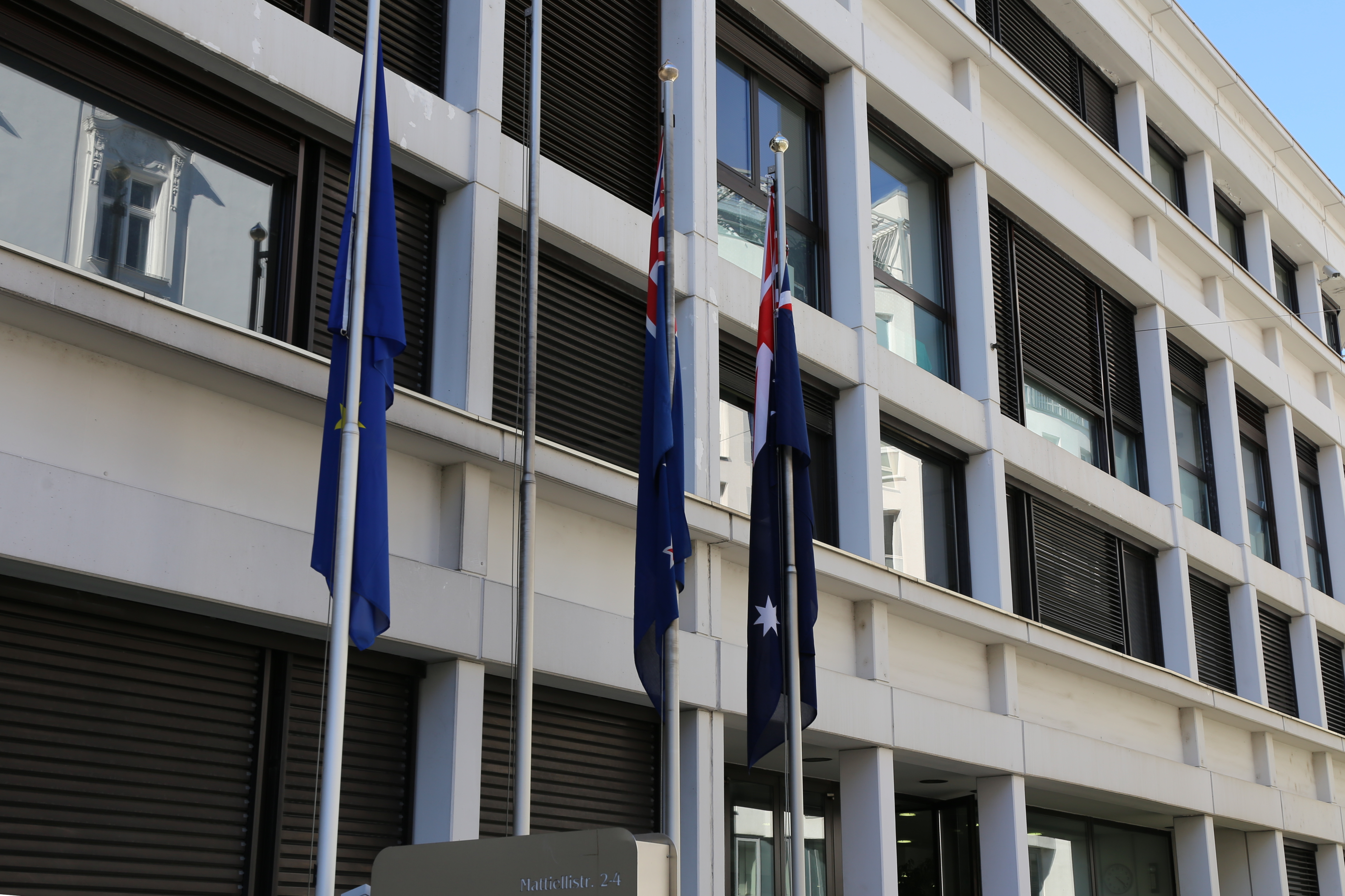
Ambassade à Vienne
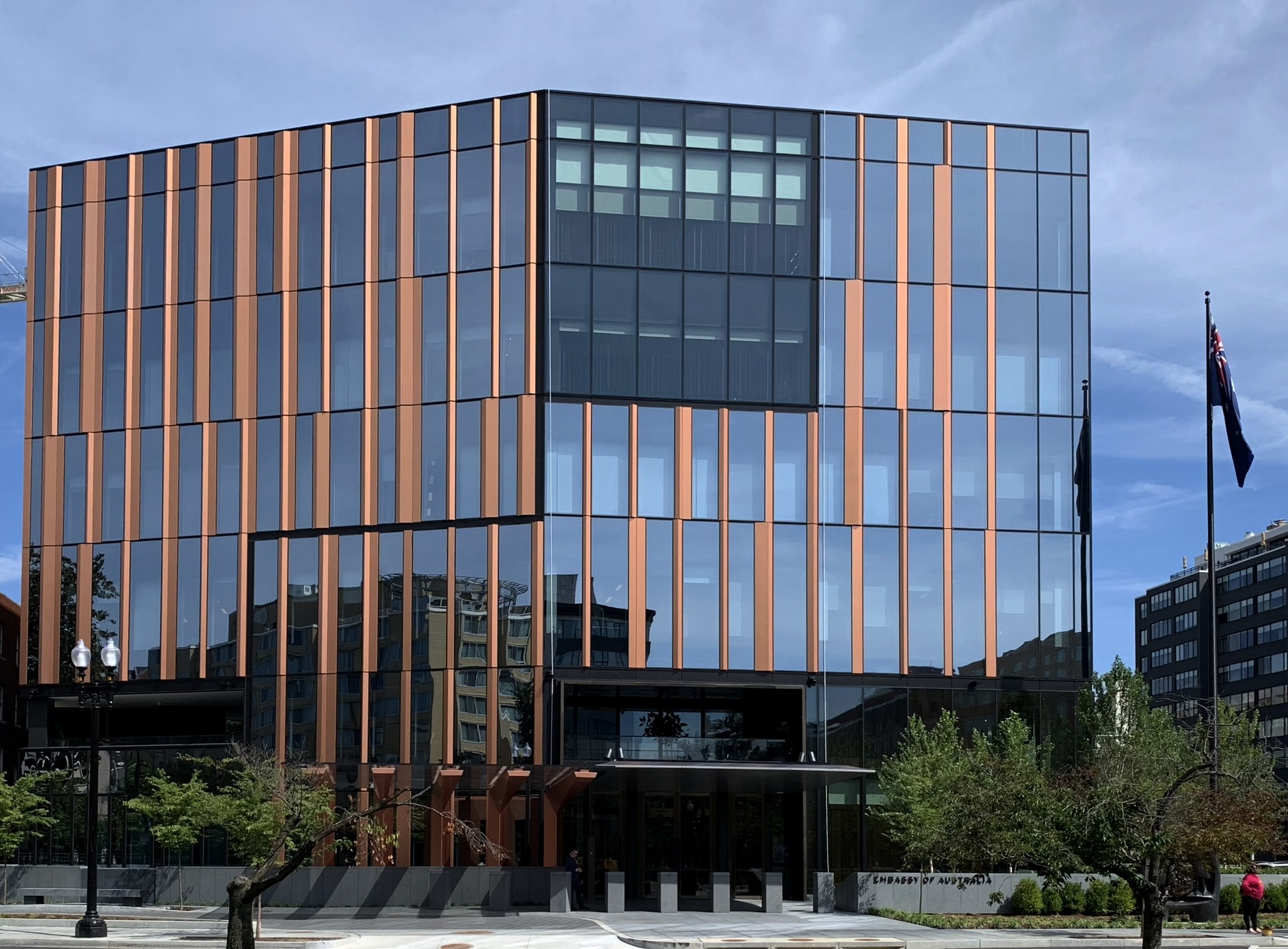
Ambassade à Washington
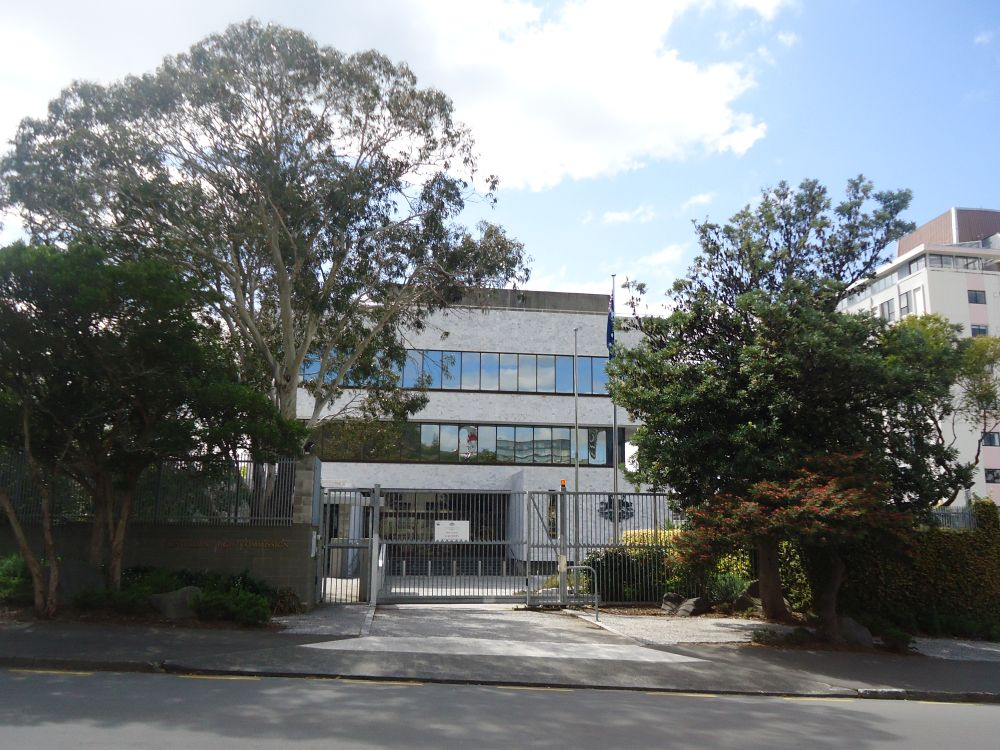
Haut-commissariat à Wellington